# Lilltjärnen (Stuguns socken, Jämtland, 701228-148161)
Lilltjärnen är en sjö i Ragunda kommun i Jämtland och ingår i Indalsälvens huvudavrinningsområde. Sjön har en area på 0,0458 kvadratkilometer och ligger 343,5 meter över havet.

## Delavrinningsområde
Lilltjärnen ingår i det delavrinningsområde (701114-148177) som SMHI kallar för Rinner till Utloppet av Stuguns Dämningsområde. Medelhöjden är 303 meter över havet och ytan är 18,42 kvadratkilometer. Det finns inga avrinningsområden uppströms utan avrinningsområdet är högsta punkten. Avrinningsområdets utflöde Indalsälven mynnar i havet. Avrinningsområdet består mestadels av skog (81 procent). Avrinningsområdet har 0,1 kvadratkilometer vattenytor vilket ger det en sjöprocent på 0,5 procent.